# Хајланд (Охајо)
Хајланд (енгл. Highland) град је у америчкој савезној држави Охајо.

## Демографија
По попису из 2010. године број становника је 254, што је 29 (-10,2%) становника мање него 2000. године.
| Група             | 2000.       | 2010.       |
| Белци             | 272 (96,1%) | 241 (94,9%) |
| Афроамериканци    | 2 (0,7%)    | 2 (0,8%)    |
| Азијати           | 0 (0,0%)    | 0 (0,0%)    |
| Хиспаноамериканци | 1 (0,4%)    | 7 (2,8%)    |
| Укупно            | 283         | 254         |